# Michael Plumb
Michael Plumb (n. 28 martie 1940, Islip⁠(d), New York, SUA) este un sportiv ce a reprezentat Statele Unite ale Americii, medaliat olimpic. A participat la 7 ediții ale Jocurilor Olimpice (1960, 1964, 1968, 1972, 1976, 1984, 1992) în care a câștigat două medalii de aur și 4 medalii de argint.